# Simrik Airlines
Simrik Airlines Pvt. Ltd. (Сімрік Ейрлайнз) — авіакомпанія в Непалі, що працює на внутрішніх авіалініях.

## Історія

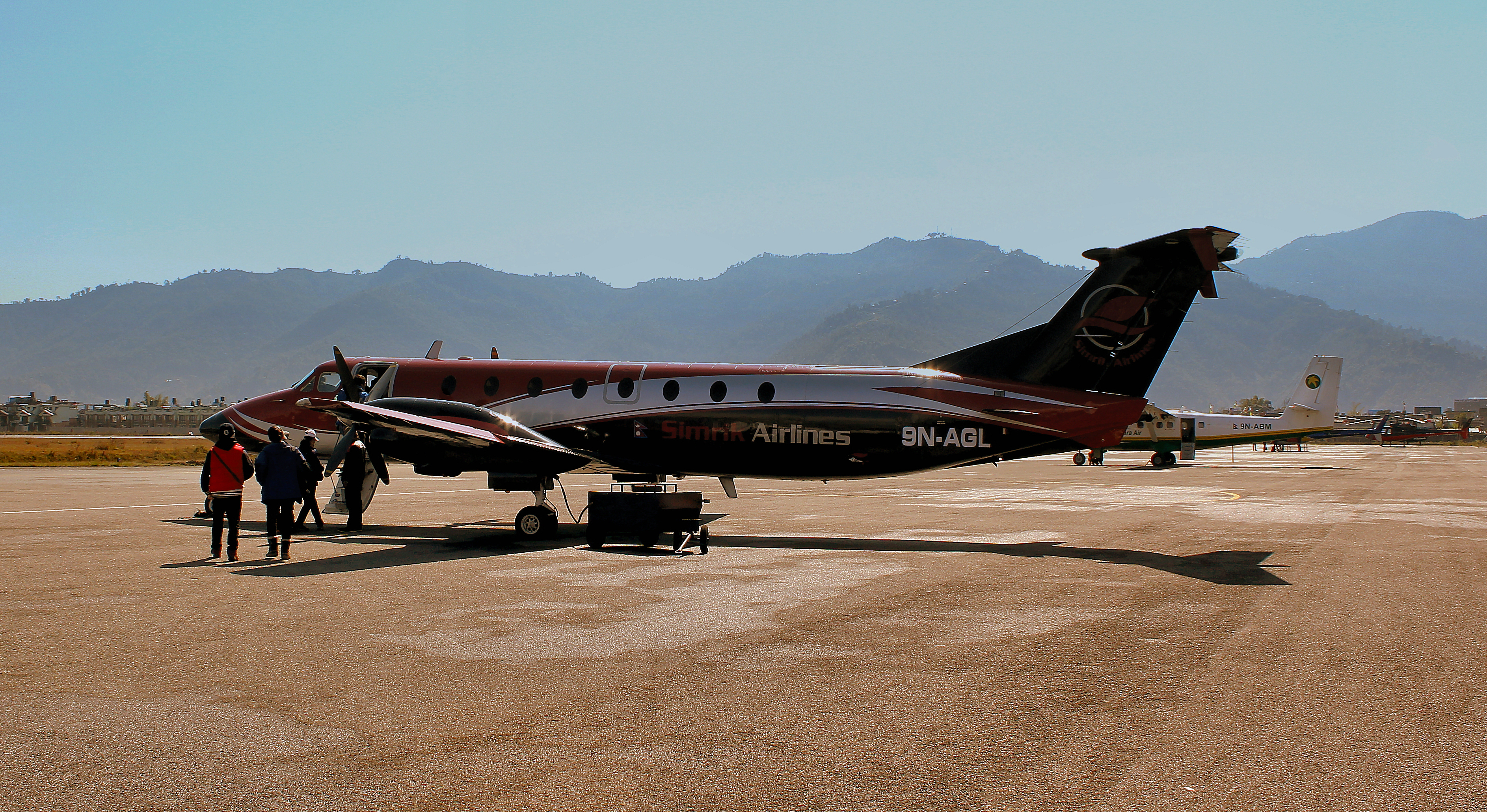
Літак Beechcraft 1900C авіакомпанії Airlines Simrik

Simrik Airlines була заснована в 2013 році в результаті придбання 75% акцій Guna Airlines — авіакомпанії, що припинила свою діяльність через виниклі фінансові труднощі. Від Guna Airlines були отримані 2 літака Beechcraft 1900C. У тому ж році Simrik Airlines взяла в 5-річний лізинг 2 літака Dornier Do 228 і 3 літаки British Aerospace Jetstream 41, належали збанкрутілої Agni Air.

## Флот[3][4]
- 2 літака Dornier Do 228
- 2 літака Beechcraft 1900C

Авіакомпанія планує придбати літаки ATR на заміну Beechcraft 1900C.

## Географія польотів[5]

### Внутрішні авіаперевезення
| Місто           | Код (ІАТА) | Аеропорт                              |
| --------------- | ---------- | ------------------------------------- |
| Катманду        | (KTM)      | Міжнародний аеропорт імені Трібхувана |
| Джомсом         | (JMO)      | Аеропорт Джомсома                     |
| Лукла           | (LUA)      | Аеропорт імені Тенцінга та Гілларі    |
| Покхара         | (PKR)      | Аеропорт Покхари                      |
| Сіддхартханагар | (BWA)      | Аеропорт Гаутам Будда                 |
| Сімара          | (SIF)      | Аеропорт Сімари                       |

### Екскурсійні польоти
Авіакомпанія виконує екскурсійні польоти до Евересту.

## Партнери
Simrik Airlines знаходиться в партнерських відносинах з авіакомпанією Simrik Air, виконує вертолітні роботи і гірські рятувальні операції.